# مکسی
مکسی (به عربی: مکسي) یک منطقهٔ مسکونی در لبنان است که در شهرستان زحله واقع شده‌است. مکسی ۹۴۰ متر بالاتر از سطح دریا واقع شده‌است.